# ميلاني سي
ميلاني جاين شيزولم (بالإنجليزية: Melanie C) ولدت (في 12 يناير عام 1974 في ويستون، ميرسيسايد) وهي مغنية ومؤلفه أغاني، ومشهورة بأنها أحد أعضاء فرقه سبايس جيرلز. وواحدة من أشهر المغنيين في بريطانيا وأوروبا اصدرت ميلاني 4 ألبومات وقد تمكنت من بيع أكثر من 5 ملايين نسخة حتى الآن بالإضافة انه قد تم بيع أكثر من 55 مليون نسخه عندما كانت عضوه في فرقه «سبايس جيرلز» وقد تم ترشيحها لجائزه «برت» وفازت بعدة جوائز أخرى في عدد من الدول الاوربيه.كتبت ميلاني 11 أغنية تمكنت من الوصول إلى المركز الأول في قوائم الأغاني في البريطانيا وتأتي بذلك بعد «باول مكارتني» و«جون لينون» مباشرتا في كتابه الاغاني التي حققت المركز الأول في بريطانيا.
في عام 2004 قامت ميلاني بأنشاء شركة التسجيلات الخاصة بها «ريد غيرل ريكوردز» برأس مال 2 ونصف مليون دولار أمريكي بعد إلغاء عقدها مع شركه «فيرجن» وقامت بإصدار البوميها الأخيرين عن طريق شركتها وتبلغ ثروة ميلاني سي حتى الآن أكثر من 40 مليون دولار أمريكي
في أواخر عام 2007 قامت ميلاني بالموافقة لأحياء جوله غنائية حول العالم مع فرقة سبايس جيرلز ومن المعروف انها كانت هي الوحيدة الأكثر رفضا للفكره. حققت الجولة ايرادات كبيرة تصل إلى 60 مليون دولار فقط في شهرين مماجعلهم يحققون المركز السادس في مجلة فوربس المعروفة وكذلك في قائمة المغنيين المائة الأكثر نفوذاً.(100 most powerful musicans)
اما عن حياة ميلاني الشخصية فأنها تواعد «توماس ستار» الذي يعمل في التطوير العقاري منذ عام 2002. ميلاني وتوماس يملكان منزلا ريفيا قيمته 2700000 جنيه استرليني في Catbrook, Monmouthshire, وفي أغسطس 2008 أعلن شيزولم وستار انهم ينتظرون أول طفل لهما، وفي 22 فبراير 2009 شيزولم أنجبت أول طفلة لها واسمتها «سكارلت ستار» لتكون ميلاني آخر أعضاء سبايس جيرلز التي أصبحت اما

## الالبومات (المنفرده)
- 1999: Northern Star  [لغات أخرى]‏
- 2003: Reason
- 2005: Beautiful Intentions
- 2007: This Time  [لغات أخرى]‏

## الجولات الغنائية (المنفردة)
- 1999 – From Liverpool to Leicester Square
- 2000 / 2001 – Northern Star European Tour
- 2001 – Northern Star World Tour
- 2003 – Reason UK & Ireland/Germany Tour
- 2004 – The Barfly Mini-Tour
- 2005 / 2006 – Beautiful Intentions Live
- May 2008 - This Time Canadian Tour

## الجولات الغنائية
- 1997: قوة الفتاة! مباشر في إسطنبول
- 1998: جولة عالم التوابل
- 1999: Christmas in Spiceworld
- 2007-2008: عودة السبايس جيرلز

## الالبومات
- 1996: التوابل (ألبوم) (#1 UK)
- 1997: عالم التوابل (ألبوم) (#1 UK)
- 2000: فورإفر (ألبوم سبايس جيرلز) (#2 UK)
- 2007: أفضل الأعمال (ألبوم سبايس جيرلز) (#2 UK)

## روابط خارجيه
- Melanie’s Official Website
- Melanie’s Official MySpace
- Melanie’s Official Facebook Fan Page  على فيسبوك.
- Melanie C Base
- ميلاني سي على موقع IMDb (الإنجليزية)
- ميلاني سي على موقع ميتاكريتيك (الإنجليزية)
- ميلاني سي على موقع الموسوعة البريطانية (الإنجليزية)
- ميلاني سي على موقع روتن توميتوز (الإنجليزية)
- ميلاني سي على موقع قاعدة بيانات الأفلام العربية
- ميلاني سي على موقع ألو سيني (الفرنسية)
- ميلاني سي على موقع ميوزك برينز (الإنجليزية)
- ميلاني سي على موقع تيرنر كلاسيك موفيز (الإنجليزية)
- ميلاني سي على موقع أول موفي (الإنجليزية)
- ميلاني سي على موقع قاعدة بيانات الأفلام السويدية (السويدية)